# نيل ريد
نيل ريد (بالإنجليزية: Neil Reed)‏ هو مدرب كرة سلة أمريكي، ولد في 29 نوفمبر 1975 في هت سبرينغز في الولايات المتحدة، وتوفي في 26 يوليو 2012 بسبب نوبة قلبية.

## روابط خارجية
- نيل ريد على موقع كلية كرة السلة في سبورتس رفرنس.كوم (الإنجليزية)